# 鍾允章
鍾允章（？—959年），五代十国时南汉大臣，祖籍邕州宣化（今广西南宁市），后徙居于番禺（今广东番禺）。

## 生平
鍾允章为人侃直，不畏强暴。南汉高祖时考中丁未戊申（947—948年）文科进士，其弟亦同时考上文科进士，曾任翰林学士中书舍人官职；谓之一门双进士。官至中书舍人。被中宗刘晟所知。鍾允章文思敏捷，凡诰敕碑记多出其手，官至工部郎中，知制诰。乾和年间，辅佐中宗经略湖南，取贺州、昭州等州。后来中宗命鍾允章辅导太子劉鋹。后主劉鋹嗣位，大宝二年（959年）秋，鍾允章被擢升为尚书左丞，参知政事。上疏请诛乱法宦官，以正纲纪，后主不听。宦官对他人人切齿，其年十一月，内侍监许彦真诬鍾允章谋反，拔剑登上祭坛欲将他杀死，被鍾允章呵斥而止。许彦直马上又驰马入宫，向刘诬告鍾允章将要在祭祀的时候谋反。后主遂族诛鍾允章。鍾允章博学善文辞，所作诗文甚富，但多散佚不传。《全唐文》卷八九二收文一篇。《全唐诗》卷七九五收诗二句，一说为南汉时伶人所作。

## 妻子
牢氏，有賢行。鍾允章號为名臣，但性情吝嗇，官俸赏賜甚厚，未嘗分给故人，牢氏对他说：“妾昔日事君子家，没有炊器，止用一个小鍋（銚），还能接待賓友。现在寶貨满室，但義路堵塞，富贵又有什么用呢。”于是拿出銚给他看。鍾允章大慚，从此大方了一些。